# هيوميت
الفحم الدُبالي (بالإنجليزية: Humite)‏ هو معدن يوجد في الكتل البركانية المنبثقة من جبل فيزوف في إيطاليا. اكتُشِف عام 1813 م.

## وصلات خارجية
طالع صفحة Humite في ويكيميديا.